# Matsuöarna
Matsuöarna är en grupp på nitton öar i Taiwansundet som kontrolleras av Taiwan (Republiken Kina). Öarna administreras som Lienchiangs härad och är belägna alldeles utanför Fuzhou i Fujian-provinsen i Folkrepubliken Kina.
Folkrepubliken Kina gör anspråk på öarna, som man hävdar är en del av häradet Lianjiang i Fujian. 
Fyra av öarna ingår i Kinmen nationalpark, som bildades 1995 för att skydda naturområden och historiska lämningar.

## Historia
Fastlandskineser från Fujian-provinsen började kolonisera öarna under Yuandynastin och sedan dess har ögruppen  traditionellt tillhört Fujian. Till skillnad från Taiwan ockuperades aldrig öarna av Japan och till och med under det andra kinesisk-japanska kriget lyckades Matsuöarna undgå japansk invasion.
I slutstriderna i det kinesiska inbördeskriget 1949 lyckades nationalisterna besätta öarna som förblev under nationalistisk kontroll även efter det att nationalisternas regering flydde till Taiwan. På grund av sitt utsatta läge strax utanför Kinas kust utsattes Matsuöarna för en rad artilleribombardemang från fastlandet under det Kalla kriget. Det allvarligaste angreppet började den 23 augusti 1958, vilket utlöste den andra krisen i Taiwansundet. Krisen bedarrade efter intervention från supermakterna, men öarna utsattes för regelbundna bombardemang under de följande tjugo åren. De var under militärstyre till 1992.

## Administrativ indelning
Lienchiangs härad, som administrerar Matsuöarna, indelas i följande socknar:
- Nangan (南竿鄉), 10,4 km², 6 780 invånare (dec 2012),
- Beigan (北竿鄉), 9,9 km², 2 071 invånare (dec 2012),
- Juguang (莒光鄉), 4,7 km², 1 327 invånare (dec 2012),
- Dongyin (東引鄉), 3,8 km², 1 132 invånare (dec 2012).